# 2011年J2最終節
| 順位 | クラブ名         | 勝点 | 勝 | 分 | 負 | 得点 | 失点 | 差  | 備考       |
| ---- | ---------------- | ---- | -- | -- | -- | ---- | ---- | --- | ---------- |
| 1    | FC東京           | 77   | 23 | 8  | 7  | 67   | 22   | +45 | J1自動昇格 |
| 2    | サガン鳥栖       | 69   | 19 | 12 | 7  | 68   | 34   | +34 | J1自動昇格 |
| 3    | コンサドーレ札幌 | 68   | 21 | 5  | 12 | 49   | 32   | +17 | J1自動昇格 |
| 4    | 徳島ヴォルティス | 65   | 19 | 8  | 11 | 51   | 38   | +13 | J2残留     |
| 5    | 東京ヴェルディ   | 59   | 16 | 11 | 11 | 69   | 45   | +24 | J2残留     |

2011年J2最終節（2011ねんJ2さいしゅうせつ）では、2011年12月3日に行われた日本プロサッカーリーグ（Jリーグ）ディビジョン2 (J2)第38節のことを記す。なお、本項では特に、J1昇格の可能性のあったサガン鳥栖（以下「鳥栖」）、コンサドーレ札幌（以下「札幌」）、徳島ヴォルティス（以下「徳島」）の3チームの絡む試合について記す。また、最終節での昇格争いに大きく影響を及ぼした第37節（2011年11月26日・11月27日）の3チームの試合についても記す。

## 第36節までの経緯
2011年のJ2は、前年降格組のFC東京が頭一つ抜けだし、これを栃木SC、ジェフユナイテッド千葉、そして徳島といったクラブが追うという構図で展開された。しかし栃木はリーグ中盤に引き分けを挟む5連敗で失速して昇格争いから脱落、千葉もリーグ中盤に引き分けを挟む4連敗があって一歩後退。代わって、序盤は2桁順位に沈みながら、第17節からの18試合で12勝2敗4分けの戦績で勝ち点を一気に上積みした札幌と、折り返しの第7節終了（17試合消化）時点では7位にとどまりながら、その後の第24節から16試合負けなし（11勝5分け）で波に乗った鳥栖が昇格争いに絡むこととなった。
第36節、首位のFC東京がアウェーでガイナーレ鳥取に勝利して自力で3位以内（J1昇格）を確定、さらに2位の鳥栖がホームでギラヴァンツ北九州相手に17試合振りの黒星を喫したことで、FC東京のJ2優勝が決定する。一方、勝ち点62で並ぶ2チームのうち、4位札幌はザスパ草津相手に勝利目前のロスタイムからまさかの逆転負けを喫するも、3位徳島が湘南ベルマーレに勝利したことで、2試合を残して3位徳島と5位北九州との勝ち点差が7となり、可能性をわずかに残していた北九州と千葉の昇格が消滅。この時点で昇格争いは勝ち点差3にひしめく鳥栖・徳島・札幌の3チームに完全に絞られた。
| 順 | チーム                 | 試 | 勝 | 分 | 敗 | 得 | 失 | 差  | 点 | 昇格または降格 |
| -- | ---------------------- | -- | -- | -- | -- | -- | -- | --- | -- | -------------- |
| 1  | FC東京 (C, P)          | 36 | 22 | 8  | 6  | 65 | 20 | +45 | 74 | J1昇格         |
| 2  | サガン鳥栖             | 36 | 18 | 11 | 7  | 51 | 34 | +17 | 65 | J1昇格         |
| 3  | 徳島ヴォルティス       | 36 | 19 | 8  | 9  | 51 | 34 | +17 | 65 | J1昇格         |
| 4  | 北海道コンサドーレ札幌 | 36 | 19 | 5  | 12 | 45 | 31 | +14 | 62 |                |
| 5  | ギラヴァンツ北九州     | 33 | 16 | 6  | 11 | 42 | 42 | 0   | 54 | 昇格可能性消滅 |

## 第37節

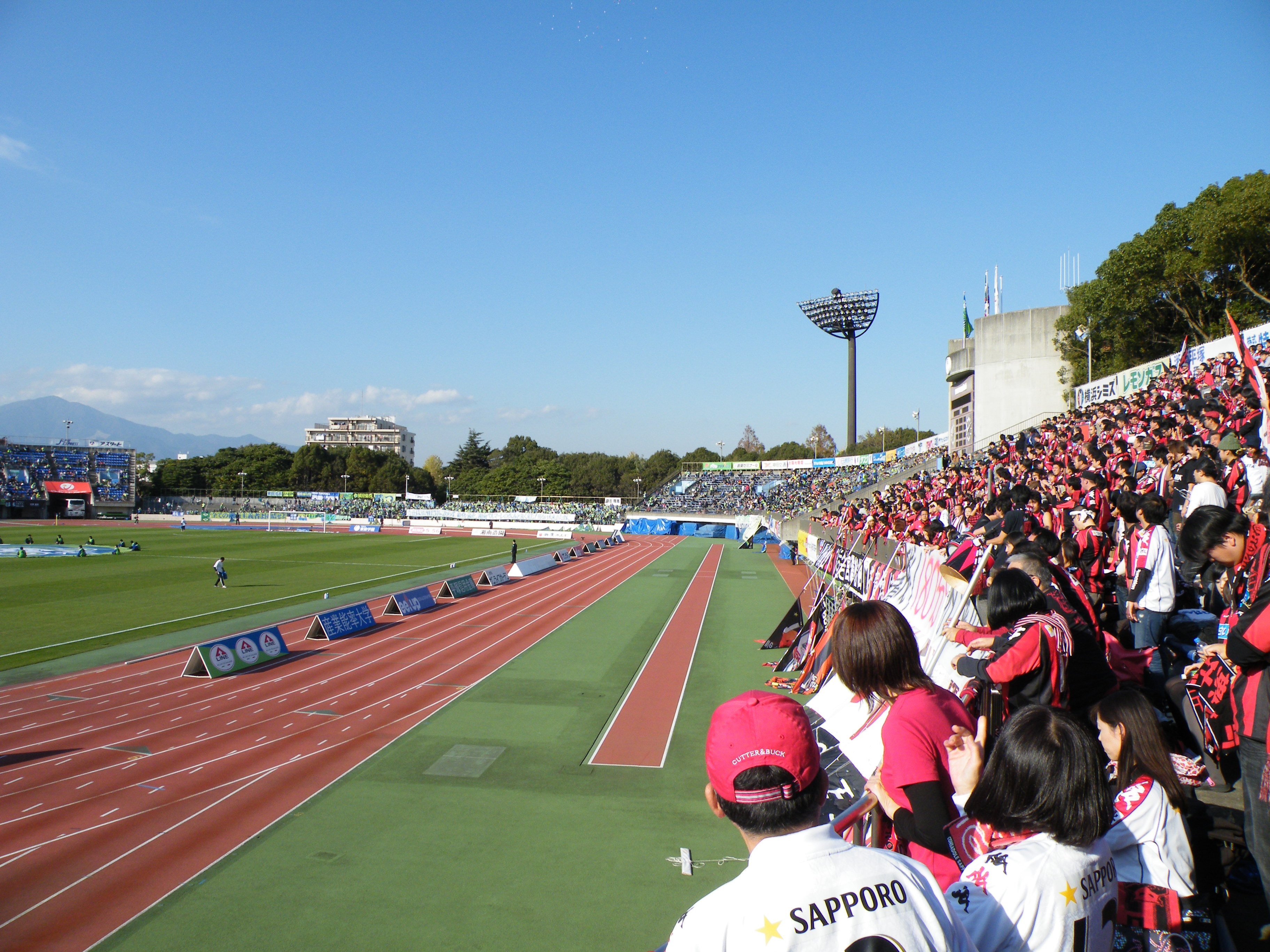
J2第37節 湘南ベルマーレ対コンサドーレ札幌（平塚競技場）の、試合前のバックスタンド席

この節は11月26日と27日の2日間にわたって行われることが決まっており、3チームの対戦カードは以下のようになっていた。
- 湘南ベルマーレ - コンサドーレ札幌（平塚競技場） - 第1日（11月26日）に開催
- 徳島ヴォルティス - サガン鳥栖（鳴門・大塚スポーツパークポカリスエットスタジアム） - 第2日（11月27日）に開催

2日目に3位徳島と2位鳥栖の直接対決を控えており、かつ鳥栖が他2チームを得失点差で大きく引き離していたことから、1日目に行われる札幌の勝敗によって昇格争いの行方は大きく変わることになった。
| クラブ                      | クラブ                        | コンサドーレ札幌 | コンサドーレ札幌 | コンサドーレ札幌 |
| クラブ                      | クラブ                        | 勝ち (65)        | 分け (63)        | 負け (62)        |
| --------------------------- | ----------------------------- | ---------------- | ---------------- | ---------------- |
| 徳島ヴォルティス サガン鳥栖 | 徳島の勝ち （徳島68・鳥栖65） | 最終節へ         | 徳島             | 徳島 （鳥栖）    |
| 徳島ヴォルティス サガン鳥栖 | 引き分け （鳥栖66・徳島66）   | 最終節へ         | （鳥栖）         | 徳島 鳥栖        |
| 徳島ヴォルティス サガン鳥栖 | 鳥栖の勝ち （鳥栖68・徳島65） | （鳥栖）         | 鳥栖             | 鳥栖             |

※カッコ内は得失点差の関係で昇格確実となるケース。
2位の鳥栖にとっては、勝てば自力で昇格を確実とする一戦であった。一方、4位の札幌にとっては、引き分け以下では鳥栖・徳島どちらかの昇格が決定（または事実上確定）し、札幌が敗れて徳島と鳥栖が引き分けた場合はこの節で昇格自体が完全に消滅する状況であったため、昇格に望みをつなぐためには是が非でも勝利が必要だった。

### 11月26日（湘南vs札幌）
札幌は序盤から湘南のMFアジエルを起点とした攻撃に苦しみ、前半を無失点で終えるのがやっとだった。後半12分、札幌はFW近藤祐介を投入し、システムを3-5-2に変更して逆襲。後半16分にMF砂川誠からのパスを近藤が中央で受け、落としたところへMF古田寛幸が走り込んでこれを決め、札幌が先制。札幌は後半38分にも近藤のアシストからMF宮澤裕樹が決め、札幌が2-0で勝利。この時点で鳥栖・徳島・札幌の3チームの勝ち点が65で並び、第37節で昇格確定のチームが出ることはなくなった。
| 2011年11月26日 14:03 |

| 湘南ベルマーレ | 0 - 2    | コンサドーレ札幌              |
|                | 公式記録 | 古田寛幸 61分 · 宮澤裕樹 83分 |

| 平塚競技場 観客数: 7,828人 主審: 高山啓義 |

| 順 | チーム                 | 試 | 勝 | 分 | 敗 | 得 | 失 | 差  | 点 | 昇格または降格 |
| -- | ---------------------- | -- | -- | -- | -- | -- | -- | --- | -- | -------------- |
| 1  | FC東京 (C, P)          | 37 | 23 | 8  | 6  | 66 | 20 | +46 | 77 | J1昇格         |
| 2  | サガン鳥栖             | 36 | 18 | 11 | 7  | 63 | 32 | +31 | 65 | J1昇格         |
| 3  | 徳島ヴォルティス       | 36 | 19 | 8  | 9  | 51 | 34 | +17 | 65 | J1昇格         |
| 4  | 北海道コンサドーレ札幌 | 37 | 20 | 5  | 12 | 47 | 31 | +16 | 65 |                |

### 11月27日（徳島vs鳥栖）
この試合は勝った方のチームが昇格に向けて大きく前進となる大一番とあって、スタジアムには12,000人近い観衆が詰めかけた。
試合は前半6分、鳥栖のFW豊田陽平がペナルティエリア内にボールを奪うと、フリーで走り込んだMF金民友にラストパス。これを決めて鳥栖が先制する。その直後の前半8分、今度は徳島のFW佐藤晃大がペナルティエリア内で倒されてPKを獲得。これまで徳島を牽引し続けたMF徳重隆明がゴール左を狙ったが鳥栖のGK赤星拓がこれをセーブし同点のチャンスを逃す。逆に前半30分、ゴール前で得た鳥栖のフリーキックをDF木谷公亮が直接ゴールを狙い、GKオ・スンフンがはじいたところをFW池田圭が押し込んで鳥栖が追加点。後半にもMF藤田直之のロングスローを豊田が頭で合わせてさらに追加点を挙げ、鳥栖が3-0で徳島に勝利した。
| 2011年11月27日 13:04 |

| 徳島ヴォルティス | 0 - 3    | サガン鳥栖                               |
|                  | 公式記録 | 金民友 6分 · 池田圭 30分 · 豊田陽平 56分 |

| 鳴門・大塚スポーツパークポカリスエットスタジアム 観客数: 11,916人 主審: 松尾一 |

この結果、第37節を終わっての順位は以下のようになった。
| 順 | チーム                 | 試 | 勝 | 分 | 敗 | 得 | 失 | 差  | 点 | 昇格または降格 |
| -- | ---------------------- | -- | -- | -- | -- | -- | -- | --- | -- | -------------- |
| 1  | FC東京 (C, P)          | 37 | 23 | 8  | 6  | 66 | 20 | +46 | 77 | J1昇格         |
| 2  | サガン鳥栖             | 37 | 19 | 11 | 7  | 66 | 32 | +34 | 68 | J1昇格         |
| 3  | 北海道コンサドーレ札幌 | 37 | 20 | 5  | 12 | 47 | 31 | +16 | 65 | J1昇格         |
| 4  | 徳島ヴォルティス       | 37 | 19 | 8  | 10 | 51 | 37 | +14 | 65 |                |

鳥栖は徳島・札幌に勝ち点差3をつけて2位をキープ。3位札幌との得失点差の差が18、4位徳島との得失点差の差が20あり、この時点で鳥栖がJリーグ発足後初のJ1昇格を決定的なものとした。徳島は3失点が大きく響き得失点差で4位に後退、代わって札幌が3位に浮上した。

## 最終節

### 概要
各チームの対戦カードは以下のとおり。
- サガン鳥栖 - ロアッソ熊本（ベストアメニティスタジアム）
- コンサドーレ札幌 - FC東京（札幌ドーム）
- ファジアーノ岡山 - 徳島ヴォルティス（kankoスタジアム）

 太字 は本項対象のチーム。
前節の結果、鳥栖の3位以内は確定ではないものの、得失点差の差が大きく3位以内をほぼ決定的にしており（前述）、実質的にはJ1昇格の最後の1つの椅子を勝ち点で並ぶ札幌と徳島で争う構図となっていた。札幌と徳島の昇格条件は以下のとおり（括弧内の数字は勝ち点）。
| クラブ           | クラブ    | コンサドーレ札幌 | コンサドーレ札幌 | コンサドーレ札幌 |
| クラブ           | クラブ    | 勝ち (68)        | 分け (66)        | 負け (65)        |
| ---------------- | --------- | ---------------- | ---------------- | ---------------- |
| 徳島ヴォルティス | 勝ち (68) | 得失点差         | 徳島             | 徳島             |
| 徳島ヴォルティス | 分け (66) | 札幌             | 札幌             | 徳島             |
| 徳島ヴォルティス | 負け (65) | 札幌             | 札幌             | 得失点差         |

両チームが勝った場合または両チームが負けた場合は得失点差の勝負となるが、両チームが得失点差でも並んだ場合（札幌の1点差勝ち&徳島の3点差勝ち、など）は総得点の勝負となり、試合前の総得点数で上回る徳島が優位な情勢にあった。Jリーグアフターゲームショー（スカパー）司会の野々村芳和は徳島対鳥栖戦後の選評の中で「（どちらが有利かは）全くイーブンだと思う。札幌は相手がFC東京という難しさもあるが、（徳島の相手の）岡山もホーム最終戦で大量失点で敗れるとは思えない」と語っていた。

### 試合展開

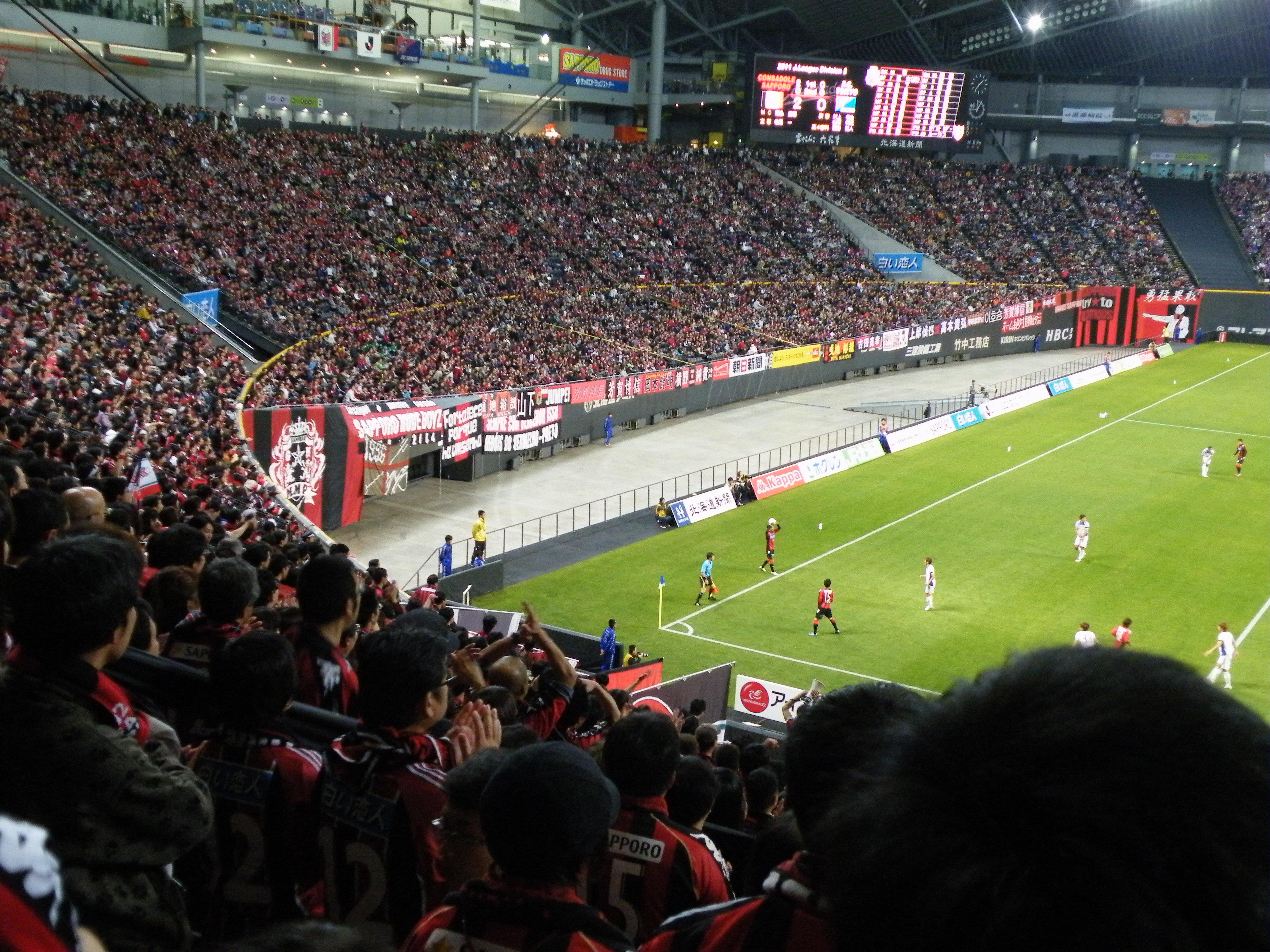
J2最終節 コンサドーレ札幌対FC東京（札幌ドーム）の試合風景

12:32に札幌対FC東京が、1分遅れて12:33に鳥栖対熊本と岡山対徳島がキックオフ。試合内容にほぼ関係なく昇格を手中に収めているものの勝って昇格に花を添えたい鳥栖であったが、苦手の熊本に序盤から押し込まれる展開が続き、前半17分に熊本FW大迫希に先制ゴールを許し、前半はこのまま終了。
その次に試合が動いたのは札幌であった。立ち上がりから猛攻を仕掛けるFC東京に対してカウンター攻撃を仕掛ける状況が続いていたが、前半40分にターンオーバーからMF砂川誠からの左サイドのパスをMF古田寛幸が折り返すと、ニアサイドに走り込んだFW内村圭宏がゴールを揺らして札幌が先制する。さらに前半のアディショナルタイム、今度は右サイドから縦にボールを持ち込んだFW近藤祐介のラストパスを受けた内村が抜け出して2点目を挙げ、2点リードのまま前半を終える。
一方、“自力での昇格”のために大量得点が欲しい徳島だったが、得点源となっていたFW佐藤晃大を警告の累積による出場停止で欠き、また監督の美濃部直彦が前節3失点の教訓から「点をやらないように、そして1点ずつ積み重ねていくというプラン」 を実行したこともあり、攻め込む場面を作り出すも決定機には至らず、前半終了間際にFW柿谷曜一朗が放ったシュートもポストに嫌われ、前半は両チーム無得点で終わった。
鳥栖 0 - 1 熊本
札幌 2 - 0 FC東京
岡山 0 - 0 徳島
後半開始直後の3分、徳島がビッグチャンスを迎える。FW津田知宏がペナルティエリア内でMF田所諒に倒されてPKを獲得。キッカーは前節に続いてMF徳重隆明。しかし、徳重が蹴り込んだボールは岡山GK真子秀徳の手を弾き、クロスバーに当たるとゴールの外へ。徳重は2試合連続のPK失敗となった。
一方、札幌では、FC東京がMF石川直宏、FWロベルト・セザーを投入し組織力だけではなく個人技を交えた攻撃的な布陣を敷いたこともあって攻め込まれ、後半35分にFC東京がMF谷澤達也がミドルシュートで1点差とした。さらにFC東京は同点の機会をうかがうも、札幌の堅い守りに阻まれた。札幌の守備が機能して得点を許さない。
鳥栖では、後半11分に鳥栖MF早坂良太のヘディングシュートで同点に追いつくが、後半25分に熊本のコーナーキックからDF矢野大輔が頭で合わせて突き放すも、後半31分にはDF木谷公亮が同点ゴールを決めた。
その頃、札幌が1点返されたという情報を聞いた徳島だったが、「札幌が追いつかれる可能性を信じて」途中投入のDF島村毅を攻撃的な位置に入れるなど前掛かりになるもなかなか得点には至らず、逆に終了間際のアディショナルタイム5分に左サイドから岡山に押し込まれると、ペナルティエリア内でキープした岡山DF植田龍仁朗のパスを受けた途中出場のFW久木田紳吾に右足ダイレクトでシュートを決められ、0-1で敗戦。
そして札幌は2-1で、鳥栖は2-2のまま試合終了。この結果、鳥栖は勝ち点1を上乗せして自力での2位を確定し、クラブ創設14年目にして初のJ1昇格。札幌も勝ち点3を上乗せして3位をキープし4年振りにJ1復帰を果たした。一方、徳島は2試合連続の敗戦で勝ち点を上乗せできず、四国勢初のJ1昇格は成らなかった。
鳥栖 2 - 2 熊本
札幌 2 - 1 FC東京
岡山 1 - 0 徳島

## 最終順位
| 順 | チーム                     | 試 | 勝 | 分 | 敗 | 得 | 失 | 差  | 点 | 昇格または降格 |
| -- | -------------------------- | -- | -- | -- | -- | -- | -- | --- | -- | -------------- |
| 1  | FC東京 (C, P)              | 38 | 23 | 8  | 7  | 67 | 22 | +45 | 77 | J1昇格         |
| 2  | サガン鳥栖 (P)             | 38 | 19 | 12 | 7  | 68 | 34 | +34 | 69 | J1昇格         |
| 3  | 北海道コンサドーレ札幌 (P) | 38 | 21 | 5  | 12 | 49 | 32 | +17 | 68 | J1昇格         |
| 4  | 徳島ヴォルティス           | 38 | 19 | 8  | 11 | 51 | 38 | +13 | 65 |                |

## 試合データ
| 2011年12月3日 12:33 |

| サガン鳥栖                    | 2 - 2    | ロアッソ熊本                |
| 早坂良太 56分 · 木谷公亮 76分 | 公式記録 | 大迫希 19分 · 矢野大輔 70分 |

| ベストアメニティスタジアム 観客数: 22,532人 主審: 今村義朗 |

| サガン鳥栖   |    |                  |      |        |
|              |    |                  |      |        |
| GK           | 01 | 赤星拓           |      |        |
| DF           | 15 | 丹羽竜平         | 60分 |        |
| DF           | 02 | 木谷公亮         |      |        |
| DF           | 20 | 呂成海           |      |        |
| DF           | 03 | 磯崎敬太         |      | 90+3分 |
| MF           | 14 | 藤田直之         |      |        |
| MF           | 06 | 岡本知剛         |      |        |
| MF           | 25 | 早坂良太         | 72分 |        |
| MF           | 10 | 金民友           |      |        |
| FW           | 22 | 池田圭           | 81分 |        |
| FW           | 09 | 豊田陽平         |      |        |
| サブメンバー |    |                  |      |        |
| GK           | 21 | 室拓哉           |      |        |
| DF           | 04 | 田中輝和         | 60分 |        |
| DF           | 13 | 浦田延尚         |      |        |
| MF           | 16 | 國吉貴博         | 72分 |        |
| MF           | 27 | キム・ビョンスク |      |        |
| MF           | 30 | 黒木晃平         |      |        |
| FW           | 26 | 岡田翔平         | 81分 |        |
| 監督         |    |                  |      |        |
| 尹晶煥       |    |                  |      |        |

| ロアッソ熊本 |    |                |      |      |
|              |    |                |      |      |
| GK           | 18 | 南雄太         |      |      |
| DF           | 24 | 筑城和人       |      |      |
| DF           | 28 | 菅沼駿哉       |      |      |
| DF           | 16 | 矢野大輔       |      |      |
| MF           | 15 | 市村篤司       |      |      |
| MF           | 05 | エジミウソン   | 86分 |      |
| MF           | 08 | 原田拓         |      |      |
| MF           | 07 | 片山奨典       |      |      |
| FW           | 14 | 武富孝介       | 69分 |      |
| FW           | 13 | 大迫希         | 79分 |      |
| FW           | 09 | 長沢駿         |      |      |
| サブメンバー |    |                |      |      |
| GK           | 01 | 岩丸史也       |      |      |
| DF           | 02 | チョ・ソンジン |      |      |
| MF           | 22 | 吉井孝輔       | 86分 |      |
| MF           | 25 | 西森正明       |      |      |
| MF           | 27 | ファビオ       | 79分 |      |
| MF           | 30 | 仲間隼斗       |      |      |
| FW           | 17 | 齊藤和樹       | 69分 | 72分 |
| 監督         |    |                |      |      |
| 高木琢也     |    |                |      |      |

| 2011年12月3日 12:32 |

| コンサドーレ札幌      | 2 - 1    | FC東京        |
| 内村圭宏 40分, 45+2分 | 公式記録 | 谷澤達也 80分 |

| 札幌ドーム 観客数: 39,243人 主審: 松尾一 |

| コンサドーレ札幌 |    |          |      |  |        |
|                  |    |          |      |  |        |
| GK               | 16 | 李昊乗   |      |  | 90+2分 |
| DF               | 07 | 高木純平 |      |  | 51分   |
| DF               | 23 | 山下達也 |      |  |        |
| DF               | 37 | 奈良竜樹 |      |  |        |
| DF               | 06 | 岩沼俊介 |      |  |        |
| MF               | 04 | 河合竜二 |      |  |        |
| MF               | 10 | 宮澤裕樹 |      |  |        |
| MF               | 15 | 古田寛幸 |      |  |        |
| MF               | 13 | 内村圭宏 | 70分 |  |        |
| MF               | 08 | 砂川誠   | 83分 |  |        |
| FW               | 32 | 近藤祐介 | 90分 |  |        |
| サブメンバー     |    |          |      |  |        |
| GK               | 01 | 高木貴弘 |      |  |        |
| DF               | 25 | 櫛引一紀 |      |  |        |
| DF               | 02 | 日高拓磨 |      |  |        |
| MF               | 18 | 芳賀博信 | 83分 |  |        |
| MF               | 17 | 岡本賢明 | 70分 |  |        |
| FW               | 24 | 横野純貴 |      |  |        |
| FW               | 26 | 上原慎也 | 90分 |  |        |
| 監督             |    |          |      |  |        |
| 石崎信弘         |    |          |      |  |        |

| FC東京       |    |                  |      |      |      |
|              |    |                  |      |      |      |
| GK           | 20 | 権田修一         |      |      |      |
| DF           | 02 | 徳永悠平         |      |      |      |
| DF           | 03 | 森重真人         |      |      |      |
| DF           | 06 | 今野泰幸         |      |      |      |
| DF           | 33 | 椋原健太         |      |      |      |
| MF           | 04 | 高橋秀人         | 69分 |      |      |
| MF           | 22 | 羽生直剛         |      |      |      |
| MF           | 27 | 田邉草民         | 46分 |      |      |
| MF           | 39 | 谷澤達也         |      |      | 78分 |
| FW           | 38 | 坂田大輔         | 46分 |      | 19分 |
| FW           | 49 | ルーカス         |      |      | 61分 |
| サブメンバー |    |                  |      |      |      |
| GK           | 01 | 塩田仁史         |      |      |      |
| DF           | 14 | 中村北斗         |      |      |      |
| MF           | 18 | 石川直宏         | 46分 |      |      |
| MF           | 32 | 上里一将         | 69分 |      |      |
| MF           | 35 | 下田光平         |      |      |      |
| FW           | 09 | ロベルト・セザー | 46分 | 83分 |      |
| FW           | 11 | 鈴木達也         |      |      |      |
| 監督         |    |                  |      |      |      |
| 大熊清       |    |                  |      |      |      |

| 2011年12月3日 12:33 |

| ファジアーノ岡山  | 1 - 0    | 徳島ヴォルティス |
| 久木田紳吾 90+5分 | 公式記録 |                  |

| kankoスタジアム 観客数: 8,833人 主審: 村上伸次 |

| ファジアーノ岡山 |    |            |      |      |
|                  |    |            |      |      |
| GK               | 21 | 真子秀徳   |      |      |
| DF               | 30 | 一柳夢吾   |      |      |
| DF               | 03 | 後藤圭太   |      |      |
| DF               | 23 | 植田龍仁朗 |      |      |
| MF               | 28 | 仙石廉     |      |      |
| MF               | 08 | 千明聖典   |      |      |
| MF               | 02 | 澤口雅彦   |      |      |
| MF               | 07 | 妹尾隆佑   |      |      |
| MF               | 26 | 金民均     | 69分 |      |
| MF               | 25 | 田所諒     | 84分 | 47分 |
| FW               | 45 | 石原崇兆   | 86分 |      |
| サブメンバー     |    |            |      |      |
| GK               | 41 | 椎名一馬   |      |      |
| DF               | 04 | 近藤徹志   |      |      |
| DF               | 40 | 篠原弘次郎 |      |      |
| MF               | 18 | 竹田忠嗣   |      |      |
| MF               | 11 | 桒田慎一朗 | 84分 |      |
| FW               | 09 | 岸田裕樹   | 69分 | 80分 |
| FW               | 35 | 久木田紳吾 | 86分 |      |
| 監督             |    |            |      |      |
| 影山雅永         |    |            |      |      |

| 徳島ヴォルティス |    |                          |      |      |
|                  |    |                          |      |      |
| GK               | 21 | オ・スンフン             |      |      |
| DF               | 20 | ペ・スンジン             | 60分 |      |
| DF               | 02 | 三木隆司                 |      |      |
| DF               | 04 | エリゼウ                 |      |      |
| DF               | 06 | 西嶋弘之                 |      |      |
| MF               | 08 | 倉貫一毅                 |      | 74分 |
| MF               | 16 | 斉藤大介                 |      |      |
| MF               | 07 | 徳重隆明                 |      |      |
| MF               | 13 | 柿谷曜一朗               | 70分 |      |
| FW               | 11 | 津田知宏                 |      |      |
| FW               | 09 | ドウグラス               | 79分 |      |
| サブメンバー     |    |                          |      |      |
| GK               | 23 | 榎本達也                 |      |      |
| DF               | 22 | 島村毅                   | 60分 |      |
| MF               | 27 | ディビッドソン純マーカス |      |      |
| MF               | 10 | 島田裕介                 | 70分 |      |
| MF               | 14 | 濱田武                   |      |      |
| MF               | 17 | 衛藤裕                   | 79分 | 82分 |
| FW               | 19 | 杉本恵太                 |      |      |
| 監督             |    |                          |      |      |
| 美濃部直彦       |    |                          |      |      |

## エピソード
- 最終節の札幌ドームとベストアメニティスタジアム（ベアスタ）の入場者数は、2011年シーズンに両スタジアムで行われた日本代表の絡む国際試合[注 4] をも上回り、特にベアスタではスタジアム開場以来の最多観客動員記録となった[9]。
- 鳥栖での試合終了後、熊本のサポーターが「サガン鳥栖を愛する全ての人へ」「堅忍不抜の努力に敬意を表します」「追いつき追い越すまでJ1にいてね♥」と鳥栖の昇格にエールを送る横断幕を掲げるシーンが見られた[10]。これに対して、後日鳥栖市長の名前でロアッソ熊本と熊本サポーター宛てに「私たち（鳥栖の）サポーターにとって最高のプレゼントでした」と礼状が送られた[9][11]。また、サガン・ドリームス会長の井川幸広からも熊本サポーターへの御礼のコメントが出された[12]。
- 札幌監督の石崎信弘は、監督生活16年（J2発足後では12年）で実に5度目の「最終節昇格争い」[注 5] だったが、「ホームで勝って昇格を決めた」のはこれが初めてあった[注 5][13]。
- 岡山で決勝点を挙げた岡山FW久木田は初の東大卒のJリーガーとして話題となっていたが、今回は徳島の昇格を阻む決勝弾で話題となった。本人曰く「こういう雰囲気は好きなので、燃えました」とのこと[14]。
- 徳島監督の美濃部直彦は試合後の記者会見で「悔しい気持ちでいっぱいですけれども監督として非常に強く責任を感じています」と語り、4年間務めた徳島の監督を退任することとなった[15]。クラブからは5年目の指揮のオファーを受けていたと言うが、10月中旬の残り10試合の時点で美濃部自身からクラブ側に「昇格できなかったら退任する」と申し入れていたという[16]。
- 札幌テレビ放送は、北海道ローカルで生中継した札幌vsFC東京の平均視聴率が、2000年7月16日にNHKが放送した浦和レッズ戦を上回り、1996年のチーム発足以来最高となる20.6%を記録した発表した。ビデオリサーチの調べによれば、瞬間最高視聴率は後半アディショナルタイムの14時18分の27.5%であったという[17]。

## 備考
1. ↑  J's GOALのマッチレポートでは「敷島の悲劇」と形容した[1]。
2. ↑  当時のJリーグでの最多得点差は1998年4月15日のJ・1stステージ第6節・C大阪1-9磐田、2003年7月26日のJ1・1stステージ第14節・神戸0-8大分のそれぞれ8点差であるが、最終節で鳥栖が4位に転落する条件は鳥栖が10点差で敗れたと仮定したうえで、札幌が9点差以上で勝ち、かつ徳島が11点差以上で勝つ場合のみで、3試合ともに当時の最多得点差記録を更新するレベルの大差で決着がつくことが必要であったため、現実的に可能性は皆無に近かった。
3. ↑  鳥栖は熊本に対して4試合勝ちがなく（2分け2敗）、かつ鳥栖のホーム（ベアスタ）ではJリーグ公式戦で熊本に勝ったことがなかった[7]。
4. ↑  2011年8月10日に札幌ドームで行われたキリンチャレンジカップ・日本代表対韓国代表（日韓戦）が38,263人、同年9月21日にベアスタで行われたロンドンオリンピックサッカーアジア地区最終予選・U-22日本代表対U-22マレーシア代表が22,504人だった。
5. 1 2  それまでの4回は1999年、2000年の大分トリニータ、2003年の川崎フロンターレ、2006年の柏レイソル。このうち昇格を決めたのは2006年の柏だけだが、このときはアウェー・平塚競技場での試合だった。

## 参考資料
1. ↑  【J2:第36節 草津 vs 札幌】レポート:アディショナルタイムの逆転劇! 草津、札幌を敷島に沈める。 - J's GOAL 2011年11月21日
2. ↑  [ 11/19(土)、20(日) J2リーグ戦 第36節:試合総括 ]　 F東京の優勝が決まる。昇格圏内の争いは鳥栖、徳島、札幌に - Jリーグ公式サイト2011年11月20日
3. ↑  【J1昇格への道:J2第37節】残り2節、鳥栖、徳島、札幌。三つ巴の昇格争いは大詰め（11.11.25） - J's GOAL2011年11月25日
4. ↑  【J2:第37節 湘南 vs 札幌】レポート:札幌が最終節に希望を繋ぐ大きな勝利。湘南はホーム最終戦を飾れず6連敗 - J's GOAL2011年11月27日
5. ↑  鳥栖が徳島との直接対決で圧勝、史上初のJ1昇格がほぼ決定／J2第37節 - Jリーグサッカーキング（フロムワン）2011年11月27日配信記事
6. ↑  2011Ｊリーグ ディビジョン2　大会概要 - Jリーグ公式サイト
7. ↑  ［12/3(土) J2リーグ戦 第38節:プレビュー ］注目の昇格圏争い。歓喜の瞬間を待つ鳥栖、競り合う札幌と徳島 - Jリーグ公式サイト2011年11月30日
8. 1 2  【J2:第38節 岡山 vs 徳島】美濃部直彦監督（徳島）記者会見コメント（11.12.03） - J's GOAL2011年12月3日
9. 1 2  サガン鳥栖の新たな歴史の始まり - 鳥栖市公式サイト内「WEB市長室」2011年12月6日
10. ↑  熊本サポーター、サガンにエールの横断幕 - 佐賀新聞2011年12月4日
11. ↑  12月3日 サガン鳥栖 J1昇格お祝い横断幕の御礼 - ロアッソ熊本公式サイト2011年12月7日
12. ↑  “鳥栖のJ1昇格が正式承認、井川会長は熊本サポーターへ向けて感謝のコメントも発表”. ゲキサカ. (2011年12月12日) 2020年8月7日閲覧。
13. ↑  【J2:第38節 札幌 vs Ｆ東京】石崎信弘監督（札幌）記者会見コメント - J's GOAL2011年12月3日
14. ↑  東大出身の岡山・久木田、ロスタイムに決勝弾 - 産経新聞2011年12月3日
15. ↑  美濃部監督退任のお知らせ - 徳島ヴォルティス公式サイト2011年12月8日
16. ↑  ヴォルティス、美濃部監督が退任 - 徳島新聞2011年12月5日
17. ↑  スポーツ北海道:コンサ視聴率過去最高　J1昇格試合20.6％／北海道 - 毎日新聞　2011年12月6日